# Changan Uni-Z

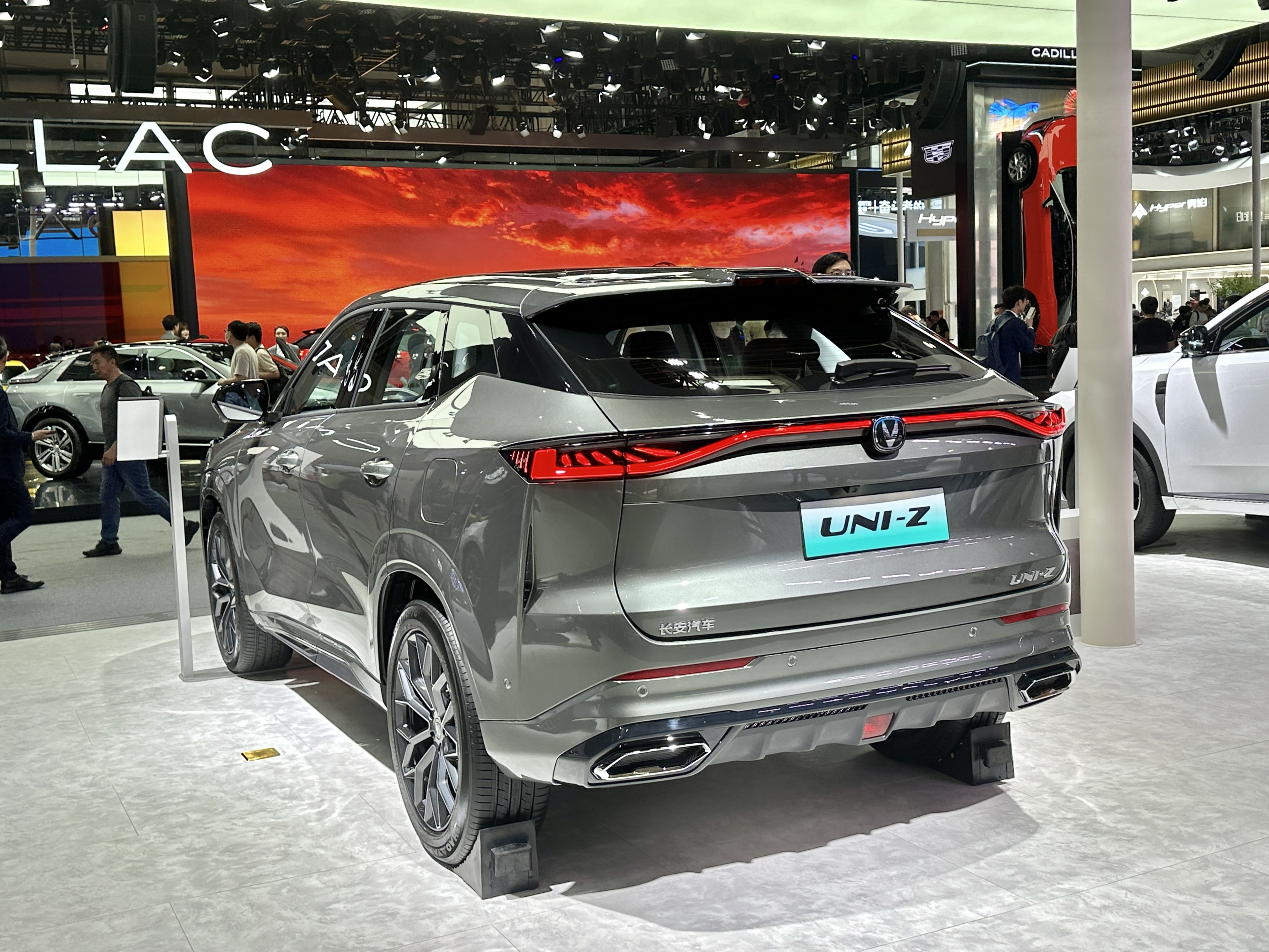
Heckansicht

Der Changan Uni-Z ist ein Sport Utility Vehicle des chinesischen Automobilherstellers Chongqing Changan Automobile Company der Marke Changan. Es ist das Nachfolgemodell des Changan Oshan Z6. Die Submarke Oshan wird eingestellt.

## Geschichte
Vorgestellt wurde das SUV Anfang Februar 2024. Seit Ende März 2024 wird es auf dem chinesischen Heimatmarkt verkauft. Im Mai 2024 wurde in Russland der Volga K40 vorgestellt, der eine Lizenzkopie des Uni-Z ist. Er soll ein Modell zur Wiederbelebung der Marke Wolga sein.

## Technik
Technisch baut der Uni-Z auf dem Oshan Z6 auf. Er ist aber bei gleichem Radstand rund drei Zentimeter länger. Es gab ihn zunächst nur als Plug-in-Hybrid mit einer maximalen Leistung von 158 kW (215 PS). Ein Lithium-Eisenphosphat-Akkumulator mit einem Energieinhalt von 18,4 kWh soll hierbei eine elektrische Reichweite von 125 km nach dem CLTC-Zyklus ermöglichen. Aus dem Stand auf 100 km/h soll der Wagen in 7,4 Sekunden beschleunigen; die Höchstgeschwindigkeit wird mit 180 km/h angegeben. Im August 2024 folgte eine Version mit einem 1,5-Liter-Ottomotor und maximal 138 kW (188 PS).

### Technische Daten
| Kenngrößen                                            | 1.5T                             | iDD 125                     |
| ----------------------------------------------------- | -------------------------------- | --------------------------- |
| Bauzeitraum                                           | seit 08/2024                     | seit 03/2024                |
| Motorkenndaten                                        |                                  |                             |
| Motortyp                                              | R4-Ottomotor                     | R4-Ottomotor + Elektromotor |
| Motoraufladung                                        | Turbolader                       | —                           |
| Hubraum                                               | 1494 cm³                         | 1497 cm³                    |
| max. Leistung Verbrennungsmotor                       | 138 kW (188 PS) bei 5500/min     | 72 kW (98 PS) bei 5600/min  |
| max. Systemleistung                                   | —                                | 158 kW (215 PS)             |
| max. Drehmoment Verbrennungsmotor                     | 300 Nm / 1500–4000               | 125 Nm                      |
| max. Systemdrehmoment                                 | —                                | 330 Nm                      |
| Kraftübertragung                                      |                                  |                             |
| Antrieb                                               | Vorderradantrieb                 | Vorderradantrieb            |
| Getriebe                                              | 7-Stufen-Doppelkupplungsgetriebe | E-CVT                       |
| Messwerte                                             |                                  |                             |
| Höchstgeschwindigkeit                                 | 200 km/h                         | 180 km/h                    |
| Beschleunigung, 0–100 km/h                            | 7,8 s                            | 7,4 s                       |
| Kraftstoffverbrauch auf 100 km nach WLTP (kombiniert) | 6,9 l Super                      | 1,3 l Super                 |
| Tankinhalt                                            | 55 l                             | 51 l                        |
| Energieinhalt Akku                                    | —                                | 18,4 kWh                    |
| elektrische Reichweite nach CLTC                      | —                                | 125 km                      |
| Abgasnorm                                             | China VI                         | China VI                    |